# خزانة الألم (فلم)
خزانة الألم (بالإنجليزية: The Hurt Locker) هو فيلم حرب أمريكي من إخراج كاثرين بيغلو، اعتبر أحد أكثر أهم الافلام منذ بدء عرضه في 2008م، حاصداً جوائز وشهادات تقدير من عدد من المهرجانات والمؤسسات الفنية، من بينها جائزة أفضل فيلم، أفضل سيناريو أفضل مخرج، أفضل تصوير، وأفضل صوت في جوائز البافتا البريطانية في 2010. كما تم ترشيحه لتسع من جوائز الأكاديمية فاز بستة منها على فئات أفضل فيلم وأفضل مخرج وأفضل إنتاج وأفضل مؤثرات صوتية وأفضل مونتاج صوتي وأفضل نص. يذكر أن أفضل مخرجة كاثرين بيغلو تعتبر أول امرأة تفوز بجائزة أفضل مخرج في جوائز الأكاديمية.

## ميزانية الفيلم
بلغت ميزانية الفيلم 11 مليون دولار وصور في الشرق الأوسط وتحديداً في الأردن، عُرض لأول مرة في مهرجان البندقية السينمائي في إيطاليا في 4 سبتمبر عام 2008م، وبعدها بأيام عُرض في مهرجان تورنتو السينمائي الدولي في كندا، اقتصرت عروضه في البداية على المهرجانات بوصفه واحداً من الأفلام المستقلة، قبل أن تنطلق عروضه في صالات السينما في نيويورك ولوس أنجلوس في 26 يوليو 2009م.

## فكرة الفيلم
يتتبع الفيلم فريق تابع لوحدة إبطال مفعول القنابل في جيش الولايات المتحدة خلال حرب العراق. القصة قام بكتابتها مارك بول وهو كاتب مستقل كان يرافق وحدة لنزع مفعول القنابل. والفيلم من بطولة جيرمي رينر، أنثوني ماكي وبراين غراغثي.
عنوان الفيلم أتى من جملة لم تعد شائعة الاستخدام لشخص جرح جراء انفجار بمفهوم «تم ارساله إلى خزانة الألم».

## عرض الفيلم
كان أول عرض رئيسي للفيلم في افتتاح مهرجان البندقية السينمائي في أواخر 2008، ثم في مهرجان تورنتو السينمائي الدولي، وقامت بتوزيعه داخل الولايات المتحدة سمت إنترتاينمنت.

## وصلات خارجية
- الموقع الرسمي
- مقالات تستعمل روابط فنية بلا صلة مع ويكي بيانات